# Kim Stacey
Kim Stacey (* 3. Mai 1980 in Concord, New Hampshire) ist eine ehemalige US-amerikanische Snowboarderin. 2000 wurde sie Vierte bei den X-Games. 1999 wurde sie Weltmeisterin in der Halfpipe.

## Werdegang
Geboren in Concord, New Hampshire zog es Stacey mit ihrer Familie nach Stratton, Vermont. Im März 1995 startete sie mit nur 14 Jahren erstmals international bei einem FIS-Rennen im Hidden Valley. Nach Platz drei im Riesenslalom gewann sie einen Tag später das Slalom-Rennen. Ein Jahr später stand sie als Dritte im Mammoth Mountain erneut auf dem Podest. Nach zwei vierten Plätzen in Hunter Mountain im Dezember 1996, startete Stacey eine Woche später erstmals im Snowboard-Continental-Cup. In Sugerloaf startete sie dabei auch erstmals in der Halfpipe, ihrer später erfolgreichsten Disziplin. Bei den Juniorenweltmeisterschaften 1997 im Corno alle Scale gewann sie nach dem 18. Platz im Riesenslalom die Bronzemedaille in der Halfpipe.
Nach weiteren Starts bei FIS-Rennen in den Vereinigten Staaten gab Stacey am 16. November 1997 im französischen Tignes ihr Debüt im Snowboard-Weltcup. Als 38. blieb sie dabei weit hinter den Punkterängen. Wenige Tage später gewann sie in Hintertux als 16. ihre ersten Punkte. Es blieben die einzigen beiden Weltcup-Starts der Saison, welche sie auf Rang 127. der Weltcup-Gesamtwertung beendete. In der Folge startete Stacey wieder unterklassig im Continental Cup oder bei FIS-Rennen. Erst im November 1998 kam sie im Skigebiet Tandådalen wieder im Weltcup zum Einsatz. Nachdem sie im ersten Rennen in der Halfpipe als Vierte noch knapp das Podest verfehlt hatte, konnte sie am selben Tag im zweiten Rennen als Zweite ihre erste Podestplatzierung erreichen. Auch in Whistler stand sie als Dritte wieder auf dem Podium.
Bei den Snowboard-Weltmeisterschaften 1999 in Berchtesgaden gewann Stacey überraschend den Weltmeistertitel in der Halfpipe. Es blieb in der Folge ihr einziger großer Titel und war zudem auch ihr einziger Start bei einem internationalen Großereignis. Am 31. Januar 1999 gewann sie im Mont Sainte-Anne ihren ersten Weltcup. Es folgten mehrere Podestplatzierungen, bevor sie ein Jahr später im März 2000 in Innichen ihren zweiten und letzten Weltcup-Sieg erreichen konnte. Zwei Wochen nach diesem Erfolg gewann Stacey in der Halfpipe bei den US-Meisterschaften in Okemo ihren ersten und einzigen nationalen Titel.
Am 17. Dezember 2000 startete Stacey in Mont Sainte-Anne noch einmal im Weltcup. Als 13. gewann sie zwar noch einmal Weltcup-Punkte, es blieb jedoch ihr letzter Weltcup-Start. Bis zu ihrem Karriereende 2003 startete sie in der Folge nur noch unterklassig bei FIS-Rennen und im NorAm-Cup. Den NorAm-Cup konnte sie in der Saison 2001/02 in der Halfpipe-Disziplinwertung gewinnen.